# The Saint's Magic Power Is Omnipotent
The Saint's Magic Power Is Omnipotent (聖女の魔力は万能です, Seijo no Maryoku wa Bannō Desu) [L'Extraordinaire Apothicaire] est une série de light novel japonais écrite par Yuka Tachibana et illustrée par Yasuyuki Syuri.
La série a débuté en 2016 en ligne sur le site Shōsetsuka ni narō. La série a par la suite été acquise par Fujimi Shobo qui a publié huit volumes depuis février 2017.
Une adaptation du light novel en manga illustrée par Fujiazuki est publiée en ligne sur le site web ComicWalker appartenant à Kadokawa Shoten depuis juillet 2017. Le manga est à l'heure actuelle rassemblé en sept volumes tankōbon.
Une adaptation en une série télévisée d'animation réalisée par le studio Diomedéa a été diffusée du 6 avril 2021 au 22 juin 2021. Une deuxième saison est diffusée depuis octobre 2023.

## Synopsis
Sei Takanashi, une employée de bureau japonaise de 20 ans, se retrouve invoquée dans un autre monde avec une autre japonaise. Cette dernière est considérée comme la Sainte qui sauvera le royaume des miasmes et Sei se retrouve désœuvrée. Elle finit par travailler dans un laboratoire ou elle apprend à utiliser la magie pour créer des potions de soins.

## Personnages
Sei Takanashi (小鳥遊 聖 / セイ, Takanashi Sei / Sei)
Voix japonaise : Yui Ishikawa
Albert Hawke (アルベルト, Aruberuto Hōku)
Voix japonaise : Takahiro Sakurai
Johan Valdec (ヨハン・ヴァルデック, Yohan Vuarudekk)
Voix japonaise : Takuya Eguchi
Yuri Drewes (ユーリ・ドレヴェス, Yūri Dorevuesu)
Voix japonaise : Yūsuke Kobayashi
Jude (ジュード, Jūdo)
Voix japonaise : Taku Yashiro (en)
Erhart Hawke (エアハルト・ホーク, Eaharuto Hōku)
Voix japonaise : Yūichirō Umehara
Elizabeth Ashley (エリザベス・アシュレイ, Erizabesu Ashurei)
Voix japonaise : Reina Ueda
Aira Misono (御園 愛良 / アイラ, Misono Aira / Aira)
Voix japonaise : Kana Ichinose
Kyle Salutania (カイル・スランタニア, Kairu Surantania)
Voix japonaise : Jun Fukuyama

## Light novel
La série a débuté en 2016 en ligne sur le site Shōsetsuka ni narō. La série a par la suite été acquise par Fujimi Shobo qui a publié huit volumes depuis février 2017,.

### Liste des volumes
| no | Japonais          | Japonais                                                                   |
| no | Date de sortie    | ISBN                                                                       |
| -- | ----------------- | -------------------------------------------------------------------------- |
| 1  | 10 février 2017   | 978-4-04-072185-9                                                          |
| 2  | 8 septembre 2017  | 978-4-04-072366-2                                                          |
| 3  | 10 octobre 2018   | 978-4-04-072616-8                                                          |
| 4  | 10 mai 2019       | 978-4-04-072617-5                                                          |
| 5  | 10 février 2020   | 978-4-04-073488-0                                                          |
| 6  | 10 septembre 2020 | 978-4-04-073489-7                                                          |
| 7  | 8 mai 2021        | 978-4-04-073924-3                                                          |
| 8  | 10 mars 2022      | 978-4-04-074370-7 (édition standard) 978-4-04-074404-9 (édition collector) |

## Manga
Une adaptation du light novel en manga illustrée par Fujiazuki est publiée en ligne sur le site web ComicWalker appartenant à Kadokawa Shoten depuis juillet 2017. Le manga est à l'heure actuelle rassemblé en sept volumes tankōbon.
9 tomes en version française sont édités par Delcourt/Tonkam (Seinen).

### Liste des tomes
| no | Japonais        | Japonais          |
| no | Date de sortie  | ISBN              |
| -- | --------------- | ----------------- |
| 1  | 5 février 2018  | 978-4-04-069683-6 |
| 2  | 5 octobre 2018  | 978-4-04-069988-2 |
| 3  | 5 juillet 2019  | 978-4-04-065804-9 |
| 4  | 5 février 2020  | 978-4-04-064372-4 |
| 5  | 5 octobre 2020  | 978-4-04-064885-9 |
| 6  | 5 juin 2021     | 978-4-04-680463-1 |
| 7  | 3 décembre 2021 | 978-4-04-680943-8 |

## Anime
Le 7 septembre 2020, Kadokawa annonce que le light novel va recevoir une adaptation en une série animée.
La série est animée par le studio Diomedéa, réalisée par Shōta Ihara, avec Wataru Watari en tant que scénariste. Masakazu Ishikawa s'occupe du design des personnages et Kenichi Kuroda compose la musique de la série.
La série a été diffusée au Japon du 6 avril 2021 au 22 juin 2021 sur AT-X, Tokyo MX, MBS et BS11.
Yūki interprète le générique de début intitulé Blessing, tandis que NOW ON AIR interprète le générique de fin intitulé Page for Tomorrow.
Wakanim et Crunchyroll possèdent les droits de diffusion de la première saison de la série en France,.
Une deuxième saison de la série animée est prévue, dans la production de laquelle on retrouve Shōta Ihara et Wataru Watari, pour une diffusion à partir d'octobre 2023.

### Liste des épisodes
Saison 1
| No | Titre français | Titre japonais | Titre japonais | Date de 1re diffusion |
| No | Titre français | Kanji          | Rōmaji         | Date de 1re diffusion |
| -- | -------------- | -------------- | -------------- | --------------------- |
| 1  | Invocation     | 召喚           | Shōkan         | 6 avril 2021          |
| 2  | Amitié         | 親交           | Shinkō         | 13 avril 2021         |
| 3  | Capitale       | 王都           | Ōto            | 20 avril 2021         |
| 4  | Miracle        | 奇跡           | Kiseki         | 27 avril 2021         |
| 5  | Expertise      | 鑑定           | Kantei         | 4 mai 2021            |
| 6  | Dame           | 淑女           | Shukujo        | 11 mai 2021           |
| 7  | Intermède      | 章間           | Shōkan         | 18 mai 2021           |
| 8  | Éveil          | 覚醒           | Kakusei        | 25 mai 2021           |
| 9  | Sainte         | 聖女           | Seijo          | 1er juin 2021         |
| 10 | Journal        | 日記           | Nikki          | 8 juin 2021           |
| 11 | Impasse        | 窮地           | Kyūchi         | 15 juin 2021          |
| 12 | Retour         | 帰還           | Kikan          | 22 juin 2021          |

### Annotations
1. ↑  Les titres français de l'adaptation en anime proviennent de Crunchyroll[11].

### Œuvres
Édition japonaise
The Saint's Magic Power Is Omnipotent Light Novel
1. 1 2  (ja) « 聖女の魔力は万能です　(8)　イラスト小冊子＆グッズ付き特装版 », sur Kadokawa Shoten (consulté le 4 janvier 2022)
2. 1 2  (ja) « 聖女の魔力は万能です (1) », sur Kadokawa Shoten (consulté le 1er avril 2021)
3. 1 2  (ja) « 聖女の魔力は万能です (2) », sur Kadokawa Shoten (consulté le 1er avril 2021)
4. 1 2  (ja) « 聖女の魔力は万能です (3) », sur Kadokawa Shoten (consulté le 1er avril 2021)
5. 1 2  (ja) « 聖女の魔力は万能です (4) », sur Kadokawa Shoten (consulté le 1er avril 2021)
6. 1 2  (ja) « 聖女の魔力は万能です (5) », sur Kadokawa Shoten (consulté le 1er avril 2021)
7. 1 2  (ja) « 聖女の魔力は万能です (6) », sur Kadokawa Shoten (consulté le 1er avril 2021)
8. 1 2  (ja) « 聖女の魔力は万能です (7) », sur Kadokawa Shoten (consulté le 1er avril 2021)
9. 1 2  (ja) « 聖女の魔力は万能です (8) », sur Kadokawa Shoten (consulté le 4 janvier 2022)

Édition japonaise
The Saint's Magic Power Is Omnipotent Manga
1. 1 2 3  (ja) « 聖女の魔力は万能です 7 », sur Kadokawa Shoten (consulté le 4 décembre 2021)
2. 1 2  (ja) « 聖女の魔力は万能です 1 », sur Kadokawa Shoten (consulté le 1er avril 2021)
3. 1 2  (ja) « 聖女の魔力は万能です 2 », sur Kadokawa Shoten (consulté le 1er avril 2021)
4. 1 2  (ja) « 聖女の魔力は万能です 3 », sur Kadokawa Shoten (consulté le 1er avril 2021)
5. 1 2  (ja) « 聖女の魔力は万能です 4 », sur Kadokawa Shoten (consulté le 1er avril 2021)
6. 1 2  (ja) « 聖女の魔力は万能です 5 », sur Kadokawa Shoten (consulté le 1er avril 2021)
7. 1 2  (ja) « 聖女の魔力は万能です 6 », sur Kadokawa Shoten (consulté le 23 août 2021)